# Johnny Moore (basket-ball)
Pour les articles homonymes, voir Johnny Moore et Moore.
John Brian Moore dit Johnny Moore (né le 3 mars 1958 à Altoona en Pennsylvanie) est un joueur professionnel américain de basket-ball de la National Basketball Association. Il évolua au poste de meneur de jeu et passa la quasi-totalité de sa carrière avec les Spurs de San Antonio, évoluant pour une rencontre sous les couleurs des Nets du New Jersey.
Sa carrière fut écourtée à cause d'une infection causée par une méningite, mais ne mit pas sa vie en danger. En 520 matches en carrière, Moore réalisa des moyennes de 9,4 points, 7,4 passes décisives, 3,0 rebonds et 1,96 interceptions par match, avec un pourcentage de réussite aux tirs de 46,0%. Il est actuellement au 15e rang au nombre de passes décisives par match de l'histoire de la ligue.
Le 8 janvier 1985, contre Golden State, il frôle le quadruple-double en compilant 26 points, 11 rebonds, 13 passes et 9 interceptions.
Après son départ à la retraite, les Spurs ont retiré son numéro 00.
À la suite de son départ des San Antonio Spurs, Johnny Moore est devenu entraîneur au « lycée St. Gerard Catholic » à San Antonio durant deux saisons, menant l'équipe à deux finales du championnat de l'État et en en remportant une.